# Federica Brignone
Federica Brignone (født 14. juli 1990 i Milano) er en italiensk alpin skiløber.
Hun fik sin debut i verdenscuppen i alpint den 28. december 2007. Ved junior-VM i alpint 2009 i Garmisch-Partenkirchen tog hun guld i superkombination. Hendes første podieplacering i World Cup kom i storslalom i Aspen den 28. november 2009.
Brignone deltog for Italien ved Vinter-OL 2010 og tog en 18. plads i storslalom , hvilket var den eneste øvelse hun deltog i.
Hun tog sølv i storslalom under de alpine verdensmesterskaber i 2011 i Garmisch-Partenkirchen.
Hun tog sin første World Cup-sejr, da hun vandt åbningsløbet i storslalom i Sölden den 24. oktober 2015.
Hun tog bronze i storslalom under vinter-OL 2018.
Hun vandt verdensmesterskabet samlet i sæsonen 2019/20, hun vandt også storslalompokalen og kombinationspokalen, og hun blev tildelt Skieur d'Or for denne sæson.
Hun tog sølv i storslalom ved vinter-OL 2022 i Beijing.